# Murti
Murti (Sanskrit मूर्ति IAST mūrti f.) bedeutet Form, Gestalt, Figur, Abbild oder Verkörperung. Im Hinduismus bezeichnet Murti eine geweihte Statue, die als sichtbare Verkörperung einer Gottheit, eines Aspektes eines Gottes oder eines Gurus angesehen wird. Traditionell wird die Murti in einer speziellen Zeremonie (IAST mūrti stāpana) geweiht, um nach der Vorstellung der Gläubigen die Figur mit dem Geist des Gottes zu füllen, den sie abbildet.
Das Wort Murti findet sich unter anderem in dem hinduistischen Konzept des Trimurti („drei Formen“) oder in dem Familiennamen Krishnamurti wieder.

## Herstellung/Entstehung
Die Herstellung einer Murti erfolgt nach bestimmten Maßen, die traditionell in den Puranas, Agamas und Samhitas beschrieben werden. Dort finden sich die korrekten Proportionen, Positionen und Gesten wieder. Bei den Ausdrucksformen einer Murti gibt es verschiedene Varianten. 
Eine dieser Varianten ist die „Ugra“ Form, welche Zerstörung ausdrückt und die Dämonen in Angst und Schrecken versetzen soll. Beispiele dafür sind u. a. Kali und Narasimha. Dem entgegengesetzt gibt es die „Saumya“ Form. Diese Darstellung ist lieblich und süß. Sie vermittelt Freude und Harmonie ausdrückt. Beispiele hierfür sind u. a. Saraswati, Lakshmi und Ganesha. Saumya-Bilder sind in Hindu-Tempeln am häufigsten anzutreffen.
Eine andere Murti-Form im Hinduismus stellt der Lingam dar.
Murtis und Lingams können hergestellt oder selbstmanifestiert sein. Letztere nennen sich Svayambhu.